# Grande Prêmio da Argentina de 1997
Resultados do Grande Prêmio da Argentina de Fórmula 1 realizado em Buenos Aires em 13 de abril de 1997. Terceira etapa da temporada, passou à história como a seiscentésima corrida da categoria e teve como vencedor o canadense Jacques Villeneuve, da Williams-Renault, que subiu ao pódio junto a Eddie Irvine, da Ferrari, e Ralf Schumacher, da Jordan-Peugeot.

## Classificação da prova

### Treino oficial
| Pos.                      | Nº | Piloto                | Construtor        | Tempo    | Diferença |
| ------------------------- | -- | --------------------- | ----------------- | -------- | --------- |
| 1                         | 3  | Jacques Villeneuve    | Williams-Renault  | 1:24.473 |           |
| 2                         | 4  | Heinz-Harald Frentzen | Williams-Renault  | 1:25.271 | + 0.798   |
| 3                         | 14 | Olivier Panis         | Prost-Mugen/Honda | 1:25.491 | + 1.018   |
| 4                         | 5  | Michael Schumacher    | Ferrari           | 1:25.773 | + 1.300   |
| 5                         | 22 | Rubens Barrichello    | Stewart-Ford      | 1:25.942 | + 1.469   |
| 6                         | 11 | Ralf Schumacher       | Jordan-Peugeot    | 1:26.218 | + 1.745   |
| 7                         | 6  | Eddie Irvine          | Ferrari           | 1:26.327 | + 1.854   |
| 8                         | 16 | Johnny Herbert        | Sauber-Petronas   | 1:26.564 | + 2.091   |
| 9                         | 12 | Giancarlo Fisichella  | Jordan-Peugeot    | 1:26.619 | + 2.149   |
| 10                        | 10 | David Coulthard       | McLaren-Mercedes  | 1:26.799 | + 2.326   |
| 11                        | 7  | Jean Alesi            | Benetton-Renault  | 1:27.076 | + 2.603   |
| 12                        | 8  | Gerhard Berger        | Benetton-Renault  | 1:27.259 | + 2.786   |
| 13                        | 1  | Damon Hill            | Arrows-Yamaha     | 1:27.281 | + 2.808   |
| 14                        | 17 | Nicola Larini         | Sauber-Petronas   | 1:27.690 | + 3.217   |
| 15                        | 23 | Jan Magnussen         | Stewart-Ford      | 1:28.035 | + 3.562   |
| 16                        | 18 | Jos Verstappen        | Tyrrell-Ford      | 1:28.094 | + 3.621   |
| 17                        | 9  | Mika Häkkinen         | McLaren-Mercedes  | 1:28.135 | + 3.662   |
| 18                        | 21 | Jarno Trulli          | Minardi-Hart      | 1:28.160 | + 3.687   |
| 19                        | 19 | Mika Salo             | Tyrrell-Ford      | 1:28.224 | + 3.751   |
| 20                        | 15 | Shinji Nakano         | Prost-Mugen/Honda | 1:28.366 | + 3.893   |
| 21                        | 20 | Ukyo Katayama         | Minardi-Hart      | 1:28.413 | + 3.940   |
| 22                        | 2  | Pedro Paulo Diniz     | Arrows-Yamaha     | 1:28.696 | + 4.496   |
| Limite dos 107%: 1:30.386 |    |                       |                   |          |           |
| Fonte:                    |    |                       |                   |          |           |

### Corrida
| Pos.   | Nº | Piloto                | Construtor        | Voltas | Tempo/Diferença | Grid | Pontos |
| ------ | -- | --------------------- | ----------------- | ------ | --------------- | ---- | ------ |
| 1      | 3  | Jacques Villeneuve    | Williams-Renault  | 72     | 1:52:01.715     | 1    | 10     |
| 2      | 6  | Eddie Irvine          | Ferrari           | 72     | + 0.979         | 7    | 6      |
| 3      | 11 | Ralf Schumacher       | Jordan-Peugeot    | 72     | + 12.089        | 6    | 4      |
| 4      | 16 | Johnny Herbert        | Sauber-Petronas   | 72     | + 29.919        | 8    | 3      |
| 5      | 9  | Mika Häkkinen         | McLaren-Mercedes  | 72     | + 30.351        | 17   | 2      |
| 6      | 8  | Gerhard Berger        | Benetton-Renault  | 72     | + 31.393        | 12   | 1      |
| 7      | 7  | Jean Alesi            | Benetton-Renault  | 72     | + 46.359        | 11   |        |
| 8      | 19 | Mika Salo             | Tyrrell-Ford      | 71     | + 1 volta       | 19   |        |
| 9      | 14 | Jarno Trulli          | Minardi-Hart      | 71     | + 1 volta       | 18   |        |
| 10     | 23 | Jan Magnussen         | Stewart-Ford      | 66     | Motor           | 15   |        |
| Ret    | 17 | Nicola Larini         | Sauber-Petronas   | 63     | Spun off        | 14   |        |
| Ret    | 2  | Pedro Paulo Diniz     | Arrows-Yamaha     | 50     | Motor           | 22   |        |
| Ret    | 15 | Shinji Nakano         | Prost-Mugen/Honda | 49     | Motor           | 20   |        |
| Ret    | 18 | Jos Verstappen        | Tyrrell-Ford      | 43     | Motor           | 16   |        |
| Ret    | 20 | Ukyo Katayama         | Minardi-Hart      | 37     | Spun off        | 21   |        |
| Ret    | 1  | Damon Hill            | Arrows-Yamaha     | 33     | Motor           | 13   |        |
| Ret    | 12 | Giancarlo Fisichella  | Jordan-Peugeot    | 24     | Colisão         | 9    |        |
| Ret    | 22 | Rubens Barrichello    | Stewart-Ford      | 24     | Pane hidráulica | 5    |        |
| Ret    | 14 | Olivier Panis         | Prost-Mugen/Honda | 18     | Pane elétrica   | 3    |        |
| Ret    | 4  | Heinz-Harald Frentzen | Williams-Renault  | 5      | Embreagem       | 2    |        |
| Ret    | 5  | Michael Schumacher    | Ferrari           | 0      | Colisão         | 4    |        |
| Ret    | 10 | David Coulthard       | McLaren-Mercedes  | 0      | Colisão         | 10   |        |
| Fonte: |    |                       |                   |        |                 |      |        |

## Tabela do campeonato após a corrida
| Pos. | Piloto             | Pontos |
| ---- | ------------------ | ------ |
| 1    | Jacques Villeneuve | 20     |
| 2    | David Coulthard    | 10     |
| 3    | Gerhard Berger     | 10     |
| 4    | Mika Häkkinen      | 9      |
| 5    | Michael Schumacher | 8      |

| Pos. | Construtor        | Pontos |
| ---- | ----------------- | ------ |
| 1    | Williams-Renault  | 20     |
| 2    | McLaren-Mercedes  | 19     |
| 3    | Ferrari           | 14     |
| 4    | Benetton-Renault  | 11     |
| 5    | Prost-Mugen/Honda | 6      |

- Nota: Somente as primeiras cinco posições estão listadas.